# Río Motupe
Der Río Motupe ist ein etwa 85 km langer Fluss in der Provinz Lambayeque im Nordwesten von Peru. Die Gesamtlänge einschließlich dem Quellfluss Río Chiniama beträgt 129 km. Das Flussbett am Unterlauf führt nur selten Wasser.

## Flusslauf
Der Río Motupe entsteht am Zusammenfluss von Río Chochope (links) und Río Chiniama (rechts) am Fuße der peruanischen Westkordillere etwa einen Kilometer nordöstlich der Stadt Motupe. Der Río Motupe fließt anfangs in südsüdwestlicher Richtung durch ein im Westen und im Osten von Bergen flankiertes Gebiet, in dem bewässerte Landwirtschaft betrieben wird. Bei Flusskilometer 62 trifft der Río Chotoque von rechts auf den Río Motupe, bei Flusskilometer 57 der Río Salas von links. Ab Flusskilometer 50 wendet sich der Río Motupe in Richtung Südwesten und fließt entlang dem Südrand der Sechura-Wüste. Bei Flusskilometer 35 trifft der bedeutendste Nebenfluss, der Río La Leche, von Osten kommend auf den Río Motupe. Dessen Flusslauf wendet sich auf den letzten 16 Kilometern nach Westen und endet in der Laguna de La Niña. Der untere Flussabschnitt führt nur während Starkregenereignissen, die durch das Wetterphänomen El Niño ausgelöst werden, Wasser.

## Einzugsgebiet
Das Einzugsgebiet des Río Motupe umfasst eine Fläche von etwa 3600 km². Dieses erstreckt sich über Teile der Provinzen Chota, Ferreñafe und Lambayeque. Im Osten reicht es bis zur kontinentalen Wasserscheide. Das Einzugsgebiet des Río Motupe grenzt im Norden an das des Río Olmos, im Nordosten an das des Río Huancabamba, im Osten an das des Río Chotano und im Südosten an das des Río Chancay.

## Hydrologie
Der Río Motupe führt gewöhnlich zwischen Mitte November und Mitte April die größten Wassermengen. Bei Starkregenereignissen wie während des El Niño kann es entlang dem Flusslauf zu Überschwemmungen kommen. Nach längeren Trockenperioden kann das Flussbett beinahe trockenfallen. Das Flusswasser wird zur Bewässerung der umliegenden Agrarflächen genutzt.